# Эгейский университет (Греция)
Эгейский университет (греч. Πανεπιστήμιο Αιγαίου) — университет в Греции. Его корпуса расположены на островах Лесбос, Хиос, Самос, Родос, Сирос и Лемнос. Университет был официально основан в 1984 году, хотя ее исторические корни восходят к началу 1920-х годов, к Ионическому университету Смирны, который хотя и был создан, но практически не функционировал.
Эгейский университет является средним по размеру университетом Греции и одним из 24 государственных университетов страны. Это учреждение уполномочено предоставлять инновационное и социально-ориентированное образование. Является единственным высшим учебным заведением в Греции, расположенном в северной части Эгейского моря. Университет был основан 20 марта 1984 года президентским указом 83/1984. Его главный административный корпус находится в городе Митилини на острове Лесбос. К началу 2010-х годов в университете обучалось около 10 000 студентов и работало около 300 преподавателей.
Первой кафедрой университета в 1984—1985 учебном году стала кафедра бизнес-администрирования на острове Хиос. В конце первых пяти лет работы в состав университета входили 7 кафедр и аспирантура. Сегодня университет включает в себя 5 факультетов и 17 кафедр. Последний учебный корпус был построен на острове Лемнос в 2009 году.
Университет занимается преимущественно образовательной деятельностью и в меньшей степени научными исследованиями. Научно-исследовательская деятельность осуществляется за счёт государственного финансирования, а также средств различных частных фондов.
Эмблемой Эгейского университета является Сфинкс.
С 2014 года университет испытывает серьезные экономические трудности из-за государственной политики жёсткой экономии.

## История

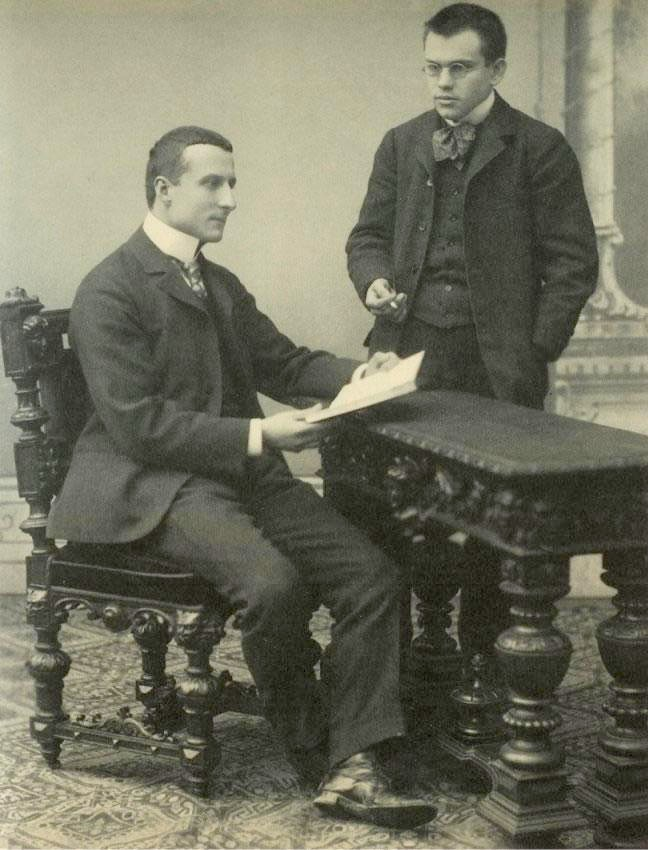
Константин Каратеодори (слева) с венгерским математиком Липотом Фейером (справа)

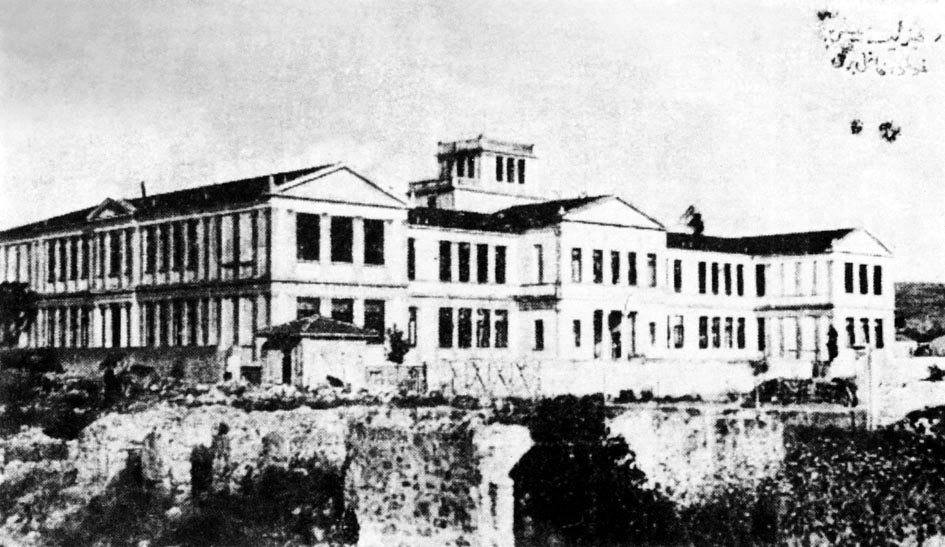
Ионийский университет Востока в Смирне, конец 1921 года

История Эгейского университета восходят к октябрю 1918 году, когда Греция расширила свои географические границы до региона Смирны после Первой мировой войны. В то время Афины были единственным крупным образовательным центром в регионе и имели ограниченный потенциал, недостаточный для удовлетворения растущих образовательных потребностей населения восточной части Эгейского моря и Балкан. Константин Каратеодори, являвшийся профессором в Берлинском университете, в тот период предложил создать новый университет. Сложности с созданием греческого университета в Константинополе побудили его рассмотреть три других города: Салоники, Хиос и Смирну. Несмотря на бурные политические события того времени в районе города Смирна, знаменитый математик разработал «План по созданию нового университета в Греции» под названием «Ионический университет» 20 октября 1919 года.
Греческое правительство решило поддержать предложение Каратеодори и создать Ионический университет в Смирне (ныне город Измир, Турция) 1 декабря 1920 года. Константин Каратеодори стал первым деканом университета. Однако Ионический университет прекратил свою деятельность с вступлением кемалистов в Смирну в 1922 году. Новый греческий университет в регионе юго-восточного Средиземноморья, как первоначально планировал Каратеодори, в итоге был открыт в 1925 году как университет Аристотеля в Салониках.

## Факультеты и кафедры
Университет состоит из пяти факультетов и семнадцати кафедр, которые располагаются на шести островах Эгейского моря — Лесбос, Хиос, Родос, Самос, Сирос и Лемнос.
| Отделы | |
| --- | --- |
| Факультет социальных исследований (г. Митилини, о. Лесбос)                                                           | - Каф. социальной антропологии и истории - Каф. социологии - Каф. культурных технологий и коммуникации - Каф. географии                          |
| Факультет экологических исследований (г. Митилини, о. Лесбос) (каф. продовольствия и питания в г. Мирина, о. Лемнос) | - Каф. окружающей среды - Каф. морских наук - Каф. продовольствия и питания                                                                      |
| Факультет бизнес-исследований (г. Хиос, о. Хиос)                                                                     | - Каф. бизнес-администрирования - Каф. морских грузоперевозок, торговли и транспорта - Каф. финансовой и управленческой инженерии                |
| Факультет наук (г. Карловасси, о. Самос) (каф. проектирования систем в г. Эрмуполис, о. Сирос)                       | - Каф. математики - Математика - Статистика и финансовая математика - Каф. проектирования систем - Каф. информационных и коммуникационных систем |
| Факультет гуманитарных наук (г. Родос, о. Родос)                                                                     | - Каф. начального образования - Каф. дошкольного образования и образовательного проектирования - Каф. средиземноморских исследований             |